# Laika Come Home
A Laika Come Home egy 2002-ben megjelent Gorillaz-remixalbum. Minden számot a  Spacemonkeyz kevert át. A számok a Gorillaz első albumáról származnak,
de dub és reggae stílusban vannak átkeverve.

## Számok
1. 19-2000 (Jungle Fresh) – 5:28
2. Slow Country (Strictly Rubbadub) – 3:42
3. Tomorrow Comes Today (Bañana Baby) – 5:29
4. Man Research (Clapper) (Monkey Racket) – 5:57
5. Punk (De-Punked) – 5:20
6. 5/4 (P.45) – 4:27
7. Starshine (Dub Ø 9) – 5:17
8. Sound Check (Gravity) (Crooked Dub) – 5:31
9. New Genious (Brother) (Mutant Genius)– 5:02
10. Re-Hash (Come Again) – 6:05
11. Clint Eastwood (A Fistful of Peanuts)– 5:54
12. M1 A1 (Lil’ Dub Chefin’) – 5:43

## Külső hivatkozások
- Laika Come Home